# Dima (odrůda jablek)
Dima (Malus domestica 'Atlas') je ovocný strom, kultivar druhu jabloň domácí z čeledi  růžovitých. Plody jsou řazeny mezi odrůdy letních jablek, dozrává v červenci až srpnu, při přezrání rychle moučnatí.

## Historie

### Původ
Byla zaregistrována firmou Sempra Praha a VŠÚO Holovousy, s. r. o. v ČR, v roce 2004. Odrůda vznikla zkřížením odrůd ‘Discovery‘ a ‘Mantet‘.

## Vlastnosti

### Růst
Růst střední, později slabý. Odrůda vytváří rozložité koruny. Větve vyholují plodonosný obrost, koruna během vegetace zahušťuje. Řez je nezbytný, zejména letní řez. Plodonosný obrost je na krátkých letorostech.

### Plodnost
Plodí brzy, poměrně mnoho, probírka je nutná.

## Plod
Plod kulatý, střední až velký. Slupka hladká, zelenožluté zbarvení je s červeným líčkem na osluněné straně. Dužnina je krémová, slabě navinulá. 

## Choroby a škůdci
Odrůda je poměrné méně napadána strupovitostí jabloní, ale naopak více je poškozována padlím.

## Použití
Je vhodná k přímému konzumu.